# Stichopogon nigritus
Stichopogon nigritus là một loài ruồi trong họ Asilidae. Stichopogon nigritus được Paramonov miêu tả năm 1930. Loài này phân bố ở vùng Cổ Bắc giới.